# 건축음향학
건축 음향학은 건물 내에서 좋은 소리를 내는 과학 및 공학이며 음향공학의 한 분야이다.
건축 음향은 극장, 레스토랑 또는 기차역에서 우수한 음성 명료도를 달성하고, 콘서트 홀 또는 녹음 스튜디오에서 음악 품질을 향상시키거나, 소음을 억제하여 사무실과 가정을 보다 생산적이고 즐겁게 일하고 살기 좋은 장소로 만드는 것에 관한 것일 수 있다. 건축 음향 설계는 일반적으로 음향 컨설턴트가 수행한다.

공간 기능과 음성 프라이버시를 보장하기 위해 한 건물 공간에서 다른 건물 공간으로의 소음 전달을 제한 및 제어하는 과학. 일반적인 사운드 경로는 천장, 룸 파티션, 음향 천장 패널(예: 목재 드롭 천장 패널), 문, 창문, 측면, 덕트 및 기타 관통부이다. 기술 솔루션은 소음의 원인과 음향 전달 경로에 따라 다르다. 예를 들어 계단에 의한 소음 또는 (공기, 물) 흐름 진동에 의한 소음이 있다. 예를 들어 아파트 단지에 적절한 파티 월 디자인을 제공하여 인접 아파트 거주자의 소음으로 인한 상호 방해를 최소화할 수 있다.
공간 간 소음 제어는 유럽 축구 경기장의 음향에 대해 이야기할 때 다른 형태를 취할 수 있다. 경기장 음향의 한 가지 목표는 관중을 최대한 크게 만드는 것이며 공간 간 소음 제어가 요인이 되지만 경기장 전체에 더 많은 반향과 더 큰 데시벨 수준을 생성하기 위해 소음을 반사하는 데 도움이 된다. 예를 들어 많은 야외 축구 경기장에는 팬 섹션 위에 지붕이 있어 더 많은 반향과 울림을 만들어 경기장의 전반적인 볼륨을 높이는 데 도움이 된다.
소리 반사는 기분 좋은 느낌이나 짜증나는 것으로 들을 수 있는 자연스러운 공명을 생성하는 정상파를 생성한다. 반사 표면은 각도를 조정하고 조정하여 콘서트 홀이나 음악 연주회 공간에서 청취자에게 좋은 소리를 제공할 수 있다.
건물 내부 표면은 다양한 재료와 마감재로 구성할 수 있다. 이상적인 음향 패널은 음향 충전재 또는 기질을 방해하는 표면 또는 마감재가 없는 패널이다. 천으로 덮인 패널은 흡음 성능을 높이는 한 가지 방법이다. 천공된 금속은 또한 흡음 특성을 보여준다. 마감재는 음향 기판을 덮는 데 사용된다. 광물 섬유판( Micore )은 일반적으로 사용되는 음향 기판이다. 마감재는 종종 직물, 목재 또는 음향 타일로 구성된다. 직물은 "사전 제작된 패널"이라고 불리는 것을 만들기 위해 기질 주위를 감쌀 수 있으며 종종 벽에 놓을 경우 우수한 소음 흡수를 제공한다.
작업장 음향을 개선하고 작업장 소음 문제를 해결하는 네 가지 방법인 ABCD가 있다.
- A = 흡수(드레이프, 카펫, 천장 타일 등을 통해 )
- B = 블록(패널, 벽, 바닥, 천장 및 레이아웃을 통해)
- C = 은폐 또는 제어(배경 사운드 레벨 및 스펙트럼)(마스킹 사운드를 통해)
- D = Diffuse (음향 에너지가 여러 방향으로 방사되어 퍼지도록 함)